# Dylan McDermott
Dylan McDermott (nume la nastere Mark Anthony McDermott; n. 26 octombrie 1961) este un actor american. El este cel mai bine cunoscut pentru rolul său in serialul The Practice, care a câștigat Premiul Globul de Aur pentru cel mai bun actor într-un serial de Televiziune – Dramă și o nominalizare pentru Primetime Emmy Award for Outstanding Lead Actor.
McDermott este, de asemenea, cunoscut pentru rolurile sale din primele două sezoane din American Horror Story, intitulat American Horror Story: Casa Crimei și American Horror Story: Asylum, interpretand pe Ben Harmon și Johnny Morgan.

## Filmografie

### Film
| An                              | Titlu                           | Personaj                 |
| ------------------------------- | ------------------------------- | ------------------------ |
| 1987                            | Hamburger Hill                  | Sgt. Adam Frantz         |
| 1988                            | The Blue Iguana                 | Vince Holloway           |
| 1989                            | Twister                         | Chris                    |
| 1989                            | Steel Magnolias                 | Jackson Latcherie        |
| 1990                            | Hardware                        | Moses "Hard Mo" Baxter   |
| 1991                            | Where Sleeping Dogs Lie         | Bruce Simmons            |
| 1992                            | Jersey Girl                     | Sal Tomei                |
| 1993                            | In the Line of Fire             | Al D'Andrea              |
| 1994                            | The Cowboy Way                  | John Stark               |
| 1994                            | Miracle on 34th Street          | Bryan Bedford            |
| 1995                            | Destiny Turns on the Radio      | Julian Goddard           |
| 1995                            | Home for the Holidays           | Leo Fish                 |
| 1997                            | 'Til There Was You              | Nick Dawkan              |
| 1999                            | Three to Tango                  | Charles Newman           |
| 2001                            | Texas Rangers                   | Leander McNelly          |
| 2003                            | Party Monster                   | Peter Gatien             |
| 2003                            | Wonderland                      | David Lind               |
| 2003                            | Runaway Jury                    | Jacob Wood               |
| 2005                            | Edison                          | Sergeant Francis Lazerov |
| 2005                            | The Tenants                     | Harry Lesser             |
| 2005                            | Stăpâna mirodeniilor            | Doug                     |
| 2006                            | Unbeatable Harold               | Jake Salamander          |
| 2007                            | The Messengers                  | Roy                      |
| 2007                            | Have Dreams, Will Travel        | Uncle                    |
| 2009                            | Mercy                           | Jake                     |
| 2010                            | Burning Palms                   | Dennis Marx              |
| 2012                            | Nobody Walks                    | Leroy                    |
| 2012                            | The Campaign                    | Tim Wattley              |
| 2012                            | The Perks of Being a Wallflower | Mr. Kelmeckis            |
| 2013                            | Olympus Has Fallen              | Dave Forbes              |
| 2013                            | Freezer                         | Robert Saunders          |
| 2014                            | Behaving Badly                  | Jimmy Leach              |
| 2014                            | Autómata                        | Sean Wallace             |
| 2014                            | Mercy                           | Jim Swann                |
| 2015                            | Survivor                        | Sam Parker               |
| 02015-09-26 septembrie 26, 2015 | The Laws of the Universe Part 0 | Yoake Suguru             |
| 2016                            | Blind                           | Mark Dutchman            |

### Televiziune
| An        | Titlu                                | Rolul                  | Note                                   |
| --------- | ------------------------------------ | ---------------------- | -------------------------------------- |
| 1989      | Neon Imperiu                         | Vic                    | Film de televiziune                    |
| 1991      | Into the Badlands                    | McComas                | Film de televiziune                    |
| 1992      | Tales from the Crypt                 | George Gatlin          | Episod: "Acest Omor"                   |
| 1992      | Frica În Interiorul                  | Pete Caswell           | Film de televiziune                    |
| 1997-2004 | Practica                             | Bobby Donnell          | 147 episoade                           |
| 1998      | Ally McBeal                          | Bobby Donnell          | 2 episoade                             |
| 1998      | Penn & Teller ' Sin City Spectacular | El                     | Episod: #1.5                           |
| 1999      | Saturday Night Live                  | Gazdă                  | Episod: "Dylan McDermott/Foo Fighters" |
| 2002      | Muzica Spatele Gratiilor             | Gazdă                  | 8 episoade                             |
| 2003      | Will & Grace                         | Tom                    | Episod: "Inima Ca un scaun cu Rotile"  |
| 2004      | Grila                                | Agent FBI Max Canare   | 2 episoade                             |
| 2006      | 3 lbs                                | Dr. Douglas Hanson     | Nevândute TV pilot                     |
| 2006      | O Casă Împărțită                     | Anderson               | Film de televiziune                    |
| 2007-2008 | Fotografii Mari                      | Duncan Collinsworth    | 11 episoade                            |
| 2009-2010 | Albastru Inchis                      | Carter Shaw            | 20 de episoade                         |
| 2011      | American Horror Story: Casa Crimei   | Ben Harmon             | 12 episoade                            |
| 2011      | Vietnam in HD                        | James Anderson (voce)  | Episod: "La Început"                   |
| 2012-2013 | American Horror Story: Asylum        | Johnny Morgan          | 5 episoade                             |
| 2013-2014 | Ostaticii                            | Duncan Carlisle        | 15 episoade                            |
| 2014-2015 | Stalker                              | Detectivul Jack Larsen | 20 de episoade                         |
| 2017      | L. A. la las Vegas                   | Căpitanul Dave         | Seria viitoare                         |

### Teatru
- Golden Boy
- Believe It, See It, Survival (1978)
- Biloxi Blues (1985) – Joseph Wyzykowski
- Floating Rhoda and the Glue Man (1995)
- The Treatment (2006) – Man
- Three Changes (2008) – Nate

## Premii și nominalizări
| Year | Association                           | Category                                                 | Nominated work                      | Result       |
| ---- | ------------------------------------- | -------------------------------------------------------- | ----------------------------------- | ------------ |
| 1998 | Viewers for Quality Television        | Best Actor in a Quality Drama Series                     | The Practice                        | Nominalizare |
| 1999 | Golden Globe Awards                   | Best Actor – Television Series Drama                     | The Practice                        | Câștigat     |
| 1999 | Primetime Emmy Awards                 | Outstanding Lead Actor in a Drama Series                 | The Practice                        | Nominalizare |
| 1999 | Satellite Awards                      | Best Actor – Television Series Drama                     | The Practice                        | Nominalizare |
| 1999 | Screen Actors Guild Awards            | Outstanding Performance by an Ensemble in a Drama Series | The Practice                        | Nominalizare |
| 1999 | Television Critics Association Awards | Individual Achievement in Drama                          | The Practice                        | Nominalizare |
| 2000 | Golden Globe Awards                   | Best Actor – Television Series Drama                     | The Practice                        | Nominalizare |
| 2000 | Satellite Awards                      | Best Actor – Television Series Drama                     | The Practice                        | Nominalizare |
| 2000 | Screen Actors Guild Awards            | Outstanding Performance by an Ensemble in a Drama Series | The Practice                        | Nominalizare |
| 2000 | Viewers for Quality Television        | Best Actor in a Quality Drama Series                     | The Practice                        | Nominalizare |
| 2001 | Golden Globe Awards                   | Best Actor – Television Series Drama                     | The Practice                        | Nominalizare |
| 2001 | Screen Actors Guild Awards            | Outstanding Performance by an Ensemble in a Drama Series | The Practice                        | Nominalizare |
| 2004 | Prism Awards                          | Best Performance in a Theatrical Feature Film            | Wonderland                          | Nominalizare |
| 2012 | San Diego Film Critics Society Awards | Best Performance by an Ensemble                          | The Perks of Being a Wallflower     | Câștigat     |
| 2012 | Saturn Awards                         | Best Actor on Television                                 | American Horror Story: Murder House | Nominalizare |
| 2015 | People's Choice Awards                | Favorite Actor in a New TV Series                        | Stalker                             | Nominalizare |

## Legaturi externe
- Dylan McDermott la Internet Movie Database
- en Dylan McDermott[nefuncțională]
 la Internet Off-Broadway Database